# سید محمد قرشی
سید محمد قرشی از توسعه دهندگان فضای وبسایت ایرانی می باشد که در سال 1388 فعالیت خود را از هاستینگ شروع کرده و وارد دنیای وب شد .
در سال 1392 تا 1395 مشغوب تحصیل در دانشگاه صدرا و رشته ی برق الکترونیک شده است
در تاریخ اسفند 1395 به خدمت سربازی رفته و بعد از آن فعالیت های مهمی از جمله آموزش و تدریس زبان PHP انجام داده و تمامی امور یک وبسایت از پایه انجام میدهد